# Źródełko Żarnowiec
Źródełko Żarnowiec – jedyne w Wielkopolsce źródło typu wywierzyskowego znajdujące się w pobliżu miejscowości Żarnowiec na skraju Wielkopolskiego Parku Narodowego. Woda naturalnie i samoczynnie wypływa na powierzchnię ze zbocza wzniesienia. W Polsce tego typu źródła występują tylko w Tatrach i na wyżynach jak np. Jura Krakowsko-Częstochowska. Od 1994 r. obiekt ten jest pomnikiem przyrody.Gmina Stęszew wykonała tam w ramach projektu unijnego elementy małej architektury, dzięki czemu powstało miejsce do wypoczynku i biesiad.